# Ungcsepely
Ungcsepely (szlovákul: Čepeľ) Nagykapos városrésze Szlovákiában, a Kassai kerület Nagymihályi járásában.

## Fekvése
Kassától 72 km-re délkeletre, az Ung és Latorca folyók között, Nagykapossal teljesen egybeépülve fekszik. Nagykapos keleti végét képezi.

## Története
1214-ben „Chepel” néven említik. A község a 17. század elején reformátussá vált. Imaháza már 1618 körül lehetett. Az első fatemplom 1671 táján épült meg, és a 18. század végéig szolgálta a közösséget, amikor leégett. Temploma ekkor, 1795 és 1806 között épült. 
A 18. század végén, 1796-ban Vályi András így ír róla: „CSEPELY. Magyar falu Ungvár Vármegyében, földes Urai külömbféle Urak, fekszik nem meszsze Latortza vizétöl, Kaposhoz 1/4. mértföldnyire. Határja középszerű.”
Fényes Elek 1851-ben kiadott geográfiai szótárában így ír a településről: „Csepely, magyar falu, Ungh vgyében, N.-Kaposhoz 1/4 órányira: 57 r., 19 g. kath., 238 ref., 43 zsidó lak., ref. anyaszentegyházzal. F. u. többen.”
A templom tornya 1870-ben készült el. 1910-ben 456-an, túlnyomórészt magyarok lakták. 1914-óta – Kiskapossal és Veskóccal együtt – Nagykaposhoz tartozik.
1944 őszén a templomot több bombatalálat érte, és olyan súlyosan károsodott, hogy a háború után már nem állították helyre, hanem a romot lebontották.

## Nevezetességei
- Egykori templomának helye a parókia szomszédságában, egy kis parkban található.

## Híres emberek
- Itt született Fincicky Mihály ügyvéd, műfordító, magyar néprajzi és népköltészeti gyűjtő, Ungvár város polgármestere

## Lásd még
- Nagykapos
- Kiskapos
- Veskóc